# Paul Knoke
Karl Albert Paul Knoke (* 27. August 1874 in Wunstorf; † 21. Februar 1963 in Celle) war ein deutscher Jurist und Professor für Öffentliches Recht. Über mehr als ein Vierteljahrhundert leitete er die Verwaltung des Adelshauses Braunschweig-Lüneburg.

## Familie
Paul Knoke entstammt einer Familie von Pädagogen und Theologen aus Linsburg in der Nähe von Nienburg an der Weser. Geboren wurde Knoke am 27. August 1874 als drittes von vier Kindern des Theologen Karl Knoke und dessen Ehefrau Pauline, geb. Brackebusch, in Wunstorf, wo der Vater am dortigen Seminar lehrte.
Am 15. Mai 1902 heiratete er Elisabeth Knoke, Tochter seines ältesten Onkels, Hermann Knoke, Superintendent in Walsrode. Sein jüngster Onkel war der Altphilologe und Heimatforscher Friedrich Knoke. Knokes jüngere Schwester Elise heiratete den Theologen Wilhelm Heitmüller. Knoke hatte fünf Kinder: Georg Wilhelm, Marie Elisabeth, Ernst August, Karl Hermann und Christian Ludwig. Er überlebte seine Frau um 16 Jahre, bevor er am 21. Februar 1963 in Celle verstarb.

## Akademische Laufbahn
Im Jahr 1882 wurde Knokes Vater an die Universität Göttingen berufen. In Göttingen legte Knoke das Abitur ab, nachdem er zunächst in Wunstorf eingeschult war.
Danach begann Knoke ein Jurastudium in Heidelberg, setzte es in Göttingen fort, und absolvierte am 18. Mai 1895 am Oberlandesgericht Celle die erste juristische Staatsprüfung. Drei Monate später, am 23. August 1895, promovierte der knapp Einundzwanzigjährige in Göttingen mit einer preisgekrönten Dissertation über ein Thema aus dem Kirchenrecht.
Am 18. November 1899 folgte in Celle das Assessorexamen; am 21. Februar 1901 erteilte ihm die juristische Fakultät der Georg-August-Universität die Venia legendi.
Ab dem Jahr 1902 unterstützte Knoke den Prinzen Georg Wilhelm von Braunschweig-Lüneburg, Enkel des letzten Königs von Hannover bei dessen Studien in Heidelberg. Im Jahr 1904 wurde Knoke zum außerordentlichen Professor für Römisches Recht und Zivilrecht an die Albertina in Königsberg berufen; 1913 wurde er zum ordentlichen Honorarprofessor ernannt. Im Jahr 1914 erhielt Knoke ebenfalls an der Albertina einen Lehrstuhl für Römisches und Gemeinschaftsrecht.

## Verwaltung des Hauses Braunschweig-Lüneburg
Bereits 1906 hatte die Exil-Verwaltung des Herzogs von Cumberland vergeblich angefragt, ob Knoke nicht in die Dienste des Herzogs treten wolle. Als er 1915 erneut das Angebot der Welfen erhielt, sagte er zu. Die Anfrage kam nicht mehr von Ernst August von Hannover (II.) aus Gmunden in Österreich, sondern von dessen jüngstem Sohn Ernst August von Hannover (III.), dem neuen Regenten des Herzogtums Braunschweig, der am 1. November 1913 den Thron bestiegen hatte.
Zum 15. Oktober 1915 berief Ernst August von Hannover Paul Knoke zu seinem Kabinettschef, im folgenden Jahr übernahm er auch die Chefposition der Verwaltung des Herzogtums Braunschweig-Lüneburg. Damit wurden Knoke auch die dazugehörigen Titel „Geheimrat“ bzw. „Wirklicher Geheimrat“ und „Exzellenz“ verliehen. Am 8. November 1918 dankte der Herzog ab, wobei Knoke als dessen Verwaltungschef mit anderen die Abdankungsurkunde unterzeichnete. In der Folge gelang es ihm, mit dem Rat der Volkskommissare eine Abmachung über die Übernahme von Hofbeamten in den persönlichen Dienst des Herzogs zu treffen.
Im Jahr 1919 folgte die Familie Knoke dem Herzog ins Gmundener Exil nach Österreich. Dort übernahm Knoke 1921 die Leitung der Verwaltung des Gesamthauses, also auch die Cumberländer Verwaltung. Die ersten sechs Jahre seiner Tätigkeit waren vor allem durch rechtliche Auseinandersetzungen mit dem Land Braunschweig um das Kammergut geprägt. Kern der Auseinandersetzung war die Frage, ob es sich dabei um privates Eigentum des Welfenhauses oder um Besitz handelte, der dem jeweiligen Chef des Hauses in seiner Funktion als Landesherrn zustand.